# SN 2005ce
SN 2005ce – supernowa typu Ib/c odkryta 28 maja 2005 roku w galaktyce IC5233. W momencie odkrycia miała maksymalną jasność 18,50m.